# Lobuni
Lobuni (engelska: Omorate) är en ort i Etiopien.   Den ligger i regionen Southern Nations, i den sydvästra delen av landet, 500 km sydväst om huvudstaden Addis Abeba. Lobuni ligger 367 meter över havet och antalet invånare är 3 363.
Terrängen runt Lobuni är platt, och sluttar västerut. Runt Lobuni är det glesbefolkat, med 14 invånare per kvadratkilometer. Omgivningarna runt Lobuni är i huvudsak ett öppet busklandskap.